# Morón (Venezuela)
Morón è una città del Venezuela situata nello Stato di Carabobo e in particolare nel comune di Juan José Mora.